# Varsha Bhosle
Varsha Bhosle (1956 - Mumbai, 8 oktober 2012) was een Indiaas playback-zangeres, journalist en schrijfster. Ze was de dochter van playback-zangeres Asha Bhosle en een nicht van Lata Mangeshkar.

## Leven en werk
Bhosle was een playback-zangeres in Hindi en Bhojpuri. Ze zong onder meer voor de film Lootmaar (met Dev Anand) en Bharat Ki Santan (waarin ook haar moeder zong). Met haar moeder trad ze ook op en ze produceerde enkele platen voor haar. 
Varsha Bhosle, die politiek studeerde, schreef columns voor het magazine Gentleman (1993), The Sunday Observer (1994-1998) en het webportaal Rediff (1997-2003). Ze schreef onder meer hindoetva-onderwerpen, was zeer nationalistisch en anti-islam en zag niets in multiculturalisme. Ze stak haar mening niet onder stoelen of banken en moest vanwege het vurige karakter van haar stukken uiteindelijk bij Rediff vertrekken. Ook schreef ze onder meer enkele stukken voor Times of India.
Bhosle was getrouwd met sportauteur Hemant Kenkre, een huwelijk dat in 1998 stukliep. Ze heeft enkele keren geprobeerd zelfmoord te plegen, de eerste keer in 1974. In 2008 nam ze een groot aantal pillen in. Ze had plannen om een weeshuis op te zetten met een vriend die later overleed, waarna ze aan depressies leed. Vlak voor haar dood was ze bezig met een kookboek. Op 8 oktober 2012 schoot ze zichzelf door het hoofd.